# 哥廷根历史学派
哥廷根历史学派是由18世纪末期哥廷根大学里一群使用一种特定的史料编纂手法的史学家组成的學派。哥廷根历史学派的史学家们曾想要将让·马比荣的批判方法与伏尔泰、爱德华·吉本等哲学历史学家的方法结合起来，写就一部普遍歷史。
该学派的史学家们首创了科學種族主義的两组基本术语：
- 约翰·弗里德里希·布卢门巴赫和克里斯托夫·迈纳斯（英语：Christoph Meiners）提出了用于指代种族的颜色术语：高加索人种，即白种人；蒙古人种，即黄种人；马来人种，即棕种人；尼格罗人种，即黑人；美洲原住民，即红种人；[3]

- 约翰·克里斯托夫·加特勒（英语：Johann Christoph Gatterer）、奥古斯特·路德维希·冯·施勒策、约翰·戈特弗里德·艾希霍恩（英语：Johann Gottfried Eichhorn）三人参考圣经中关于种族的术语，创造出了閃米特人、含米特人种以及雅弗人（英语：Japhetites）这三个术语。